# 7 Gilmour Street (Paisley)
Unter der Adresse 7 Gilmour Street in der schottischen Stadt Paisley in der Council Area Renfrewshire befindet sich ein Bankgebäude. 1971 wurde das Bauwerk in die schottischen Denkmallisten in die höchste Denkmalkategorie A aufgenommen.

## Beschreibung
Das Gebäude befindet sich im Stadtzentrum zwischen dem Bahnhof Paisley Gilmour Street und dem White Cart Water. Es wurde nach einem Entwurf des Architekturbüros J. Craig Barr & Cook um 1910 errichtet. Stilistisch weist es die Merkmale der Beaux-Arts-Renaissance auf. Die beiden Außenseiten der ostexponierten Frontseite treten leicht hervor. Dort befindet sich jeweils eine Eingangstüre mit verziertem Architrav, Fries und auskragendem Gesimse. Darüber verlaufen ionische Blendpfeiler über die verbleibende Gebäudehöhe. Die Fenster des vierstöckigen Gebäudes sind auf vier vertikalen Achsen angeordnet. Die Sprossenfenster sind 15-teilig, in der Aufteilung 5 × 3. An den Außenseiten tritt ein Fries auf Kragsteinen hervor. Das Gebäude wird von der Clydesdale Bank genutzt.